# DVB-SI
DVB-SI son las siglas de Digital Video Broadcasting-Service Information. Esta normativa está definida en el documento de la ETSI EN 300 468, creado en octubre de 1995 y modificado varias veces. Existe aparte un escrito técnico, también de la ETSI, que aumenta la información del documento que la define, este escrito es el ETR 211.
DVB-SI es el estándar de transmisión de datos en las emisiones de televisión digital. Este sistema de información es un servicio para facilitar al usuario la navegación a través del medio DVB, sobre una plataforma de televisión digital.

## Introducción
DVB-SI funciona sobre MPEG-2 como complemento a la Información Específica de Programa (PSI). Este servicio proporciona al usuario y al decodificador la facilidad de navegar a través de la cadena de servicios ofrecidos.
El proceso comienza cuando MPEG-2 PSI(Program Specific Information) proporciona una clave al IRD (Integrated Receiver Decoder) o Set-top box para que se configure automáticamente. Entonces DVB-SI añade información que permite al IRD del DVB sintonizar determinados servicios o mostrar agendas de programas de interés. Debido a la complejidad que supondrá para los usuarios navegar a través de los nuevos servicios de televisión digital, DVB-SI proporciona los elementos necesarios para desarrollar la Guía Electrónica de Programa (EPG).
Al ser muy grande la cantidad de formatos de datos para la EPG se realizó por la EACEM una especificación con los formatos de datos más convenientes, contenida en [ETS 300 707], así como un documento guía que facilita la interpretación de la especificación que está contenido en [ETR 288].
DVB-SI está formada fundamentalmente por cuatro tipos de tablas de información de servicio, así como un conjunto de tablas adicionales, que hacen posible su utilización. En diferencia con las tablas de MPEG-PSI que solo suministran información del Transport Stream en las que están ubicadas, en cambio las tablas de DVB-SI también pueden suministrar información de servicios y eventos transportados por otros TS e incluso por TSs transmitidas por otras redes. Esto permite la conmutación del IRD entre diferentes TSs de manera indetectable por el usuario.

## Tablas de información de servicios
Tablas principales
- Tabla de Información de Red (Network Information Table (NIT)): en ella se expone la información necesaria para la sintonización de los canales de un servicio proveedor. El IRD utiliza esta información durante su carga. Además estas tablas se utilizan para señalizar un cambio de sintonización.

- Tabla de Descripción del Servicio (Service Description Table (SDT)): lista los parámetros asociados con cada servicio, en particular con el múltiplex MPEG.

- Tabla de Información del Evento (Event Information Table (EIT)): transmite información agrupando todos los eventos que ocurren y que ocurrirán sobre el múltiplex MPEG. Además contiene información sobre el Transporte actual y sobre otros flujos de transporte que pueda recibir el IRD.

- Tabla con la hora y la fecha (Time and Date Table (TDT)): se utiliza para actualizar el reloj interno del IRD.

Tablas adicionales
- Tabla de Asociación de Bouquet (Bouquet Association Table (BAT)): podría ser una ayuda para el IRD para mostrar los servicios disponibles de una manera entendible por el usuario.

- Tablas del Estado de Ejecución (Running Status Table (RST)): se usan para actualizar la ejecución de un programa. Las secciones del estado de ejecución son enviadas una sola vez al exterior, y más tarde, cuando se produzca algún cambio. Esto no pasa con el resto de tablas SI, que se envían continuamente.

- Tablas de Relleno (Stuffing Table (ST)): pueden ser usadas tanto para reemplazar alguna subtabla que esté errónea como para completar alguna tabla SI.

- Tabla de discontinuidad de información (Discontinuity Information Table (DIT)): se utiliza en los puntos de transición cuando la información es discontinua, por ejemplo cuando hay un cambio de red.

- Tabla de selección de información (Selection Information Table (SIT)): contiene un resumen de toda la información importante que hay en el TS.

## Frecuencia de repetición de las tablas
Hay que distinguir dos clases de emisiones de DVB, las de cable (DVB-C) y satélite (DVB-S) de las terrestres DVB-T. Para los dos primeros sistemas se supone que el ancho de banda del canal es el suficiente para transportar toda la información necesaria. Estas son sus frecuencias de repetición: 
- Todas las secciones de la NIT deben ser transmitidas, como mínimo, cada 10 s, incluidas aquellas que viajen por otros caminos de difusión, si es que las hay.

- Todas las secciones de la BAT deben ser transmitidas, como mínimo, cada 10 s, si está presente.

- Todas las secciones de la SDT del multiplexado actual deben ser transmitidas cada 2 s, como mínimo.

- Todas las secciones de la SDT de otras TS se deben transmitir, como mínimo, cada 10 segundos.

- Todas las secciones de la EIT de los eventos actuales y siguientes del TS actual se deben transmitir cada 2 segundos, como mínimo.

- Todas las secciones de la EIT de los eventos TS se deben transmitir cada 10 segundos, como mínimo, si es que existen.

- Todas las secciones de la programación de la EIT de los primeros 8 días se deben transmitir, como mínimo, cada 10 segundos, si es que existen.

- Todas las secciones de la programación de la EIT de días más allá del octavo se deben transmitir cada 30 segundos (incluyendo las de los otros TS), si es que existen.

- La TDT debe transmitirse cada 30 segundos, como mínimo.

Respecto a las emisiones de televisión digital terrestre, el ancho de banda es muy limitado para la cantidad de información que se debe transmitir, y se definen los siguientes periodos de repetición, teniendo en cuenta que para las tablas NIT, BAT, SDT y TDT han de cumplir los mismos mínimos, que para cable y satélite.
- Todas las secciones de la EIT de los eventos actuales y siguientes del TS actual se deben transmitir cada 2 segundos, como mínimo.

- Todas las secciones de la EIT de eventos de otros TS se deben transmitir cada 20 segundos, como mínimo, si es que existen.

- Todas las secciones de la programación de la EIT del día actual se deben transmitir, como mínimo, cada 10 segundos, si existen.

- Todas las secciones de la programación de la EIT del día actual de otro TS se deben transmitir cada 30 segundos.

- Todas las secciones de la programación de la EIT del TS se deben transmitir, como mínimo, cada 30 s, si es que existen.

- Todas las secciones de la programación de la EIT de otras TS se deben transmitir, como mínimo, cada 30 s, si es que existen.

## Imprescindible para implementar
- La localización de programas.

- La sintonización automática del IRD según el servicio seleccionado.

- La Application Programing Interface (API): es el sistema ofrece conexión entre las aplicaciones de software y hardware, haciendo un símil comparativo con un PC, sería el sistema operativo del IRD.

- La Guía Electrónica de Programas (EPG): aplicación de software creada por los proveedores de contenidos, para facilitar la presentación de los servicios que ofrecen y ayudar a su vez a la elección del telespectador.

- Acceso condicional (CA).

## Aplicaciones específicas
La Información de Servicios (SI) del DVB ha sido diseñada para trabajar sobre un gran margen de aplicaciones. Estas son algunas de las más destacadas:
- NVOD: el concepto de Near Video on Demand (NVOD) se define como la repetición de un programa durante todo el día, pero desplazado en instantes de tiempos diferentes.

- Mosaico: está compuesto por una serie de pequeñas imágenes de diferentes programas sobre una misma imagen. Estas pequeñas imágenes se codifican en el origen de tal manera que cada una ocupa un área determinada en la imagen global.